# Masdevallia dalstroemii
Masdevallia dalstroemii är en orkidéart som beskrevs av Carlyle August Luer. Masdevallia dalstroemii ingår i släktet Masdevallia och familjen orkidéer. Inga underarter finns listade i Catalogue of Life.